# Ҟ
Ҟ, ҟ – litera cyrylicy używana w alfabecie języka abchaskiego, reprezentująca spółgłoskę zwartą ejektywną języczkową ([qʼ]). Jest to 30 litera alfabetu, położona pomiędzy dwuznakami Кә i Қь.
Odpowiedniki litery we wcześniejszych wersjach alfabetu abchaskiego:
- alfabet P. K. Uslara w wariancie M. R. Zawadskiego (1887): Q
- alfabet komitetu tłumaczeń: Q
- abchaski alfabet analityczny N. J. Marra (1926–1928): K̇
- abchaski alfabet łaciński: Q
- abchaski alfabet gruziński (1938–1954): ყ

## Kodowanie
| Znak                   | Ҟ                                      | Ҟ                                      | ҟ                                    | ҟ                                    |
| ---------------------- | -------------------------------------- | -------------------------------------- | ------------------------------------ | ------------------------------------ |
| Nazwa w Unikodzie      | cyrillic capital letter ka with stroke | cyrillic capital letter ka with stroke | cyrillic small letter ka with stroke | cyrillic small letter ka with stroke |
| Kodowanie              | dziesiątkowo                           | szesnastkowo                           | dziesiątkowo                         | szesnastkowo                         |
| Unicode                | 1182                                   | U+049E                                 | 1183                                 | U+049F                               |
| UTF-8                  | 210 158                                | d2 9e                                  | 210 159                              | d2 9f                                |
| Odwołania znakowe SGML | &#1182;                                | &#x049E;                               | &#1183;                              | &#x049F;                             |